# Reprezentacja Irlandii na Mistrzostwach Europy w Piłce Nożnej 2012

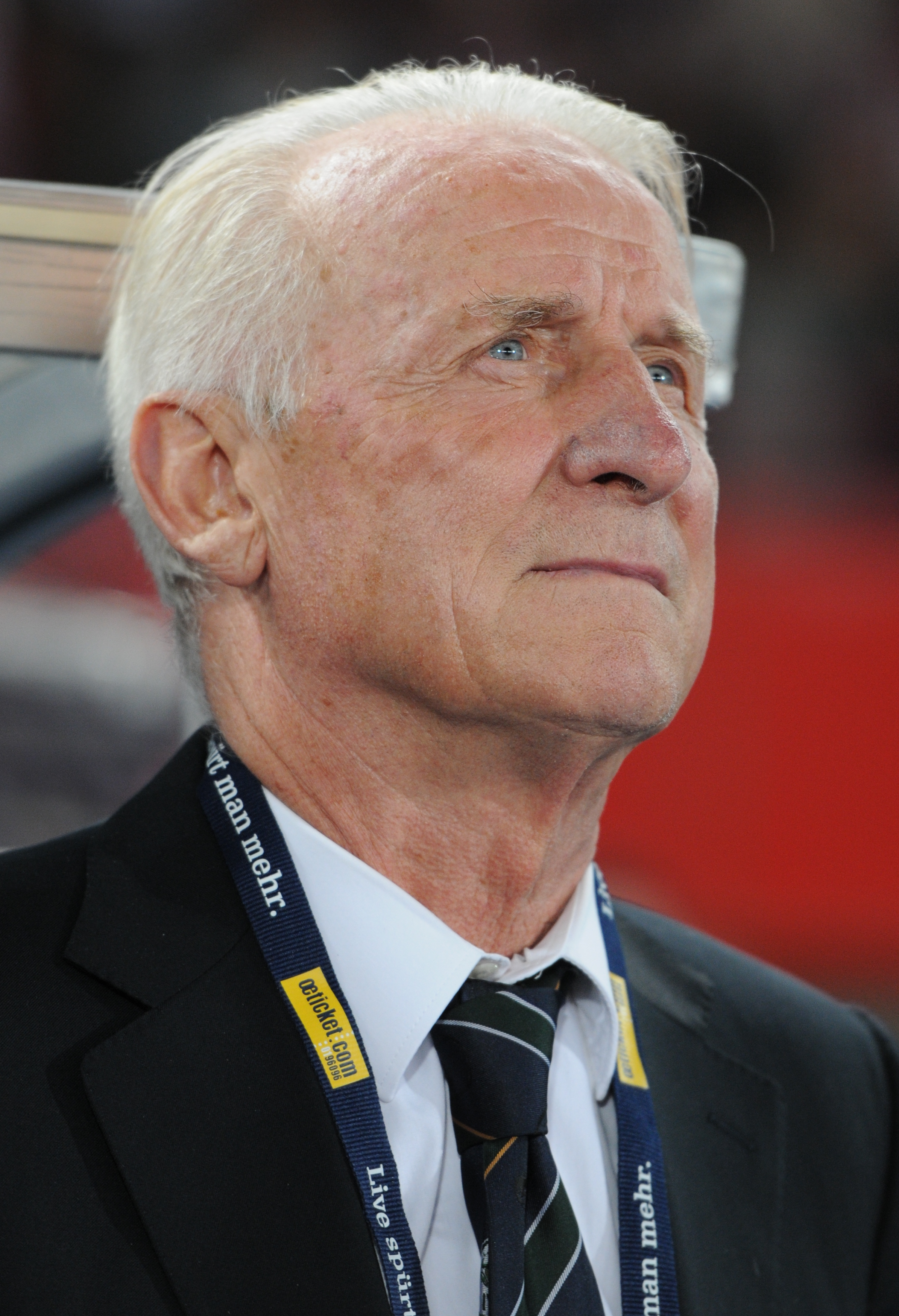
Giovanni Trapattoni selekcjoner reprezentacji Irlandii

Występ w 2012 roku na Mistrzostwach Europy w Piłce Nożnej był drugim w historii występem reprezentacji Irlandii w tych rozgrywkach.
Do mistrzostw Europy w Polsce i na Ukrainie reprezentacja Irlandii zakwalifikowała się po barażach pokonując reprezentację Estonii 5:1 w dwumeczu. W wyniku losowania trafiła do grupy C z Chorwacją, Hiszpanią i Włochami. Grupa ta rozgrywała mecze na stadionach w Gdańsku i Poznaniu. Reprezentacja Irlandii przegrała wszystkie mecze kolejno 1:3, 0:4 i 0:2. Z bilansem 0 punktów i 1:9 została najsłabszą drużyną fazy grupowej. Jedyną bramkę dla Irlandczyków zdobył Sean St Ledger w meczu z Chorwacją.

## Eliminacje i przygotowania

### Eliminacje

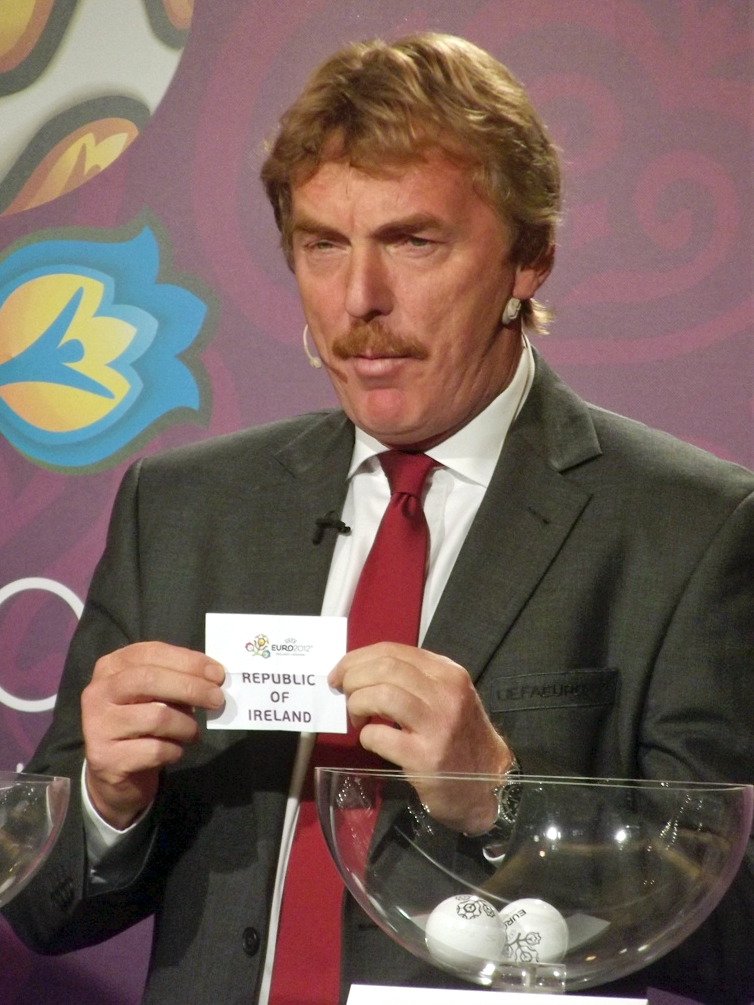
Zbigniew Boniek podczas losowania grup eliminacyjnych

Reprezentacja Irlandii rozpoczęła eliminacje 3 września 2010. Pierwszym meczem było spotkanie w Erywaniu z Armenią. Mecz ten zakończył się zwycięstwem Irlandczyków 1:0, a bramkę w 76 minucie zdobył Keith Declan Fahey. W pozostałych meczach tej kolejki Rosja pokonała na wyjeździe Andorę 2:0, natomiast Słowacja u siebie pokonała Macedonię.
Drugi mecz Irlandczycy rozgrywali 7 września u siebie z Andorą. Spotkanie w Dublinie wygrali gospodarze 3:1. Bramki dla Irlandii zdobyli Kevin Daniel Kilbane w 15 minucie, Kevin Edward Doyle w 41 i Robert Keane w 54. Dla gości jedyną bramkę, tuż przed przerwą, zdobył Cristian Martínez Alejo. W pozostałych spotkaniach tego dnia Słowacja pokonała w Moskwie Rosję 1:0, a w Skopje Macedonia zremisowała z Armenią 2:2. Irlandia po drugiej kolejce zajmowała pierwsze miejsce w grupie.
Trzecia kolejka spotkań odbyła się 8 października. Irlandczycy w Dublinie przegrali z Rosją 2:3. Rosjanie prowadzili w tym meczu już 3:0 po bramkach Aleksandra Kierżakowa w 11 minucie, Ałana Dzagojewa 29 i Romana Szyrokowa w 50. Irlandczycy odpowiedzieli bramkami Roberta Keana w 72 minucie z karnego oraz Shana Patricka Longa w 78. W pozostałych meczach Armenia wygrała u siebie ze Słowacją 3:1 a Macedonia wygrała na wyjeździe 2:0 z Andorą. Po trzech spotkaniach na pierwsze miejsce w tabeli wróciła reprezentacja Rosji, jednak Irlandia i Słowacja miały również po 6 punktów.
Czwarta kolejka została rozegrana 12 października. Irlandczycy zremisowali ze Słowakami w Żylinie 1:1. Bramki w tym meczu strzelili Sean St Ledger w 16 minucie dla Irlandii, a w 36 wyrównał Ján Ďurica. W pozostałych meczach Armenia wygrała u siebie z Andorą 4:0 a Rosja na wyjeździe z Macedonią 1:0. Była to ostatnia kolejka rozegrana w 2010.
Po przerwie zimowej rozgrywki zostały wznowione 26 marca. Irlandia pokonała w Dublinie Macedonię 2:1. Bramki zdobyli dla Irlandii Aiden John McGeady w 2 minucie i Robert Keane w 21, a dla Macedonii Iwan Triczkowski w 45. W pozostałych meczach Armenia bezbramkowo zremisowała w Erywaniu z Rosją natomiast Słowacja w Andorze pokonała gospodarzy 1:0. Po rozegraniu połowy spotkań w tabeli Rosja, Irlandia i Słowacja miały po 10 punktów. Irlandia jednak zajmowała trzecią lokatę ze względu na zdobycie tylko jednego punktu w meczach bezpośrednich ze Słowacją i Rosją.
Szósta kolejka spotkań została rozegrana 4 czerwca. Irlandia wygrała 2:0 z Macedonią w Skopje. Obie bramki strzelił Robert Keane w 8 i 37 minucie. W pozostałych meczach Rosja wygrała w Petersburgu z Armenią 3:1, a Słowacja w Bratysławie 1:0 z Andorą.
W siódmej kolejce rozgrywanej 2 września Irlandia bezbramkowo zremisowała w Dublinie ze Słowacją. W pozostałych meczach Armenia pokonała na wyjeździe Andorę 3:0, a Rosja w Moskwie Macedonię 1:0. Po tej kolejce liderem została reprezentacja Rosji, która nie straciła prowadzenia do końca rozgrywek.
W ósmej kolejce, 6 września Irlandczycy bezbramkowo zremisowali w Moskwie z Rosją. W pozostałych meczach Macedonia pokonała 1:0 Andorę, a Armenia wygrała z Żylinie ze Słowacją 4:0. Po tym meczu Irlandczycy awansowali na drugie miejsce, mając 15 punktów (dwa mniej niż Rosja).
Przedostatnia, dziewiąta kolejka była rozgrywana 7 października. Irlandczycy wygrali na wyjeździe z Andorą 2:0. Bramki zdobyli Kevin Edward Doyle w 8 minucie i Aiden John McGeady w 20. W pozostałych meczach Rosja pokonała w Żylinie Słowację 1:0 a Armenia w Erywaniu Macedonię 4:1.
Przed ostatnią kolejką prowadzili Rosjanie, mający 20 punktów, a na drugim miejscu znajdowała się Irlandia, która miała o dwa punkty mniej i jako jedyna zachowała szansę na wyprzedzenie Rosjan (były to jednak szanse czysto teoretyczne, gdyż Rosjanie w ostatniej kolejce podejmowali u siebie najsłabszą Andorę, a do zapewnienia sobie pierwszego miejsca w grupie potrzebowali jedynie remisu, gdyż nawet w przypadku zwycięstwa Irlandczyków mieli z nimi dodatni bilans spotkań). O awans do barażu walczyła jeszcze Armenia mająca 17 punktów, ale ujemny bilans z Rosją. Aby awansować do barażu Irlandczycy musieli nie przegrać meczu na własnym boisku z Armenią. W przypadku zwycięstwa Ormian to oni awansowaliby do barażu.
Ostatnia kolejka odbyła się 11 października, a wszystkie mecze odbywały się równolegle. W decydującym o drugim miejscu w grupie spotkaniu Irlandia pokonała 2:1 Armenię po samobójczej bramce Waleriego Aleksanjana w 43 minucie oraz Richarda Dunne w 59. Jedyną bramkę dla Ormian w 62 minucie zdobył Henrich Hamlet Mchitarjan. W pozostałych meczach Rosjanie pokonali u siebie Andorę 6:0, a w meczu Macedonia – Słowacja padł remis 1:1.
| Zespół             | Pkt | M  | W | R | P  | Br+ | Br− | +/− |
| ------------------ | --- | -- | - | - | -- | --- | --- | --- |
| Rosja              | 23  | 10 | 7 | 2 | 1  | 17  | 4   | +13 |
| Irlandia           | 21  | 10 | 6 | 3 | 1  | 15  | 7   | +8  |
| Armenia            | 17  | 10 | 5 | 2 | 3  | 22  | 10  | +12 |
| Słowacja           | 15  | 10 | 4 | 3 | 3  | 7   | 10  | −3  |
| Macedonia Północna | 8   | 10 | 2 | 2 | 6  | 8   | 14  | −6  |
| Andora             | 0   | 10 | 0 | 0 | 10 | 1   | 25  | −24 |

### Baraże

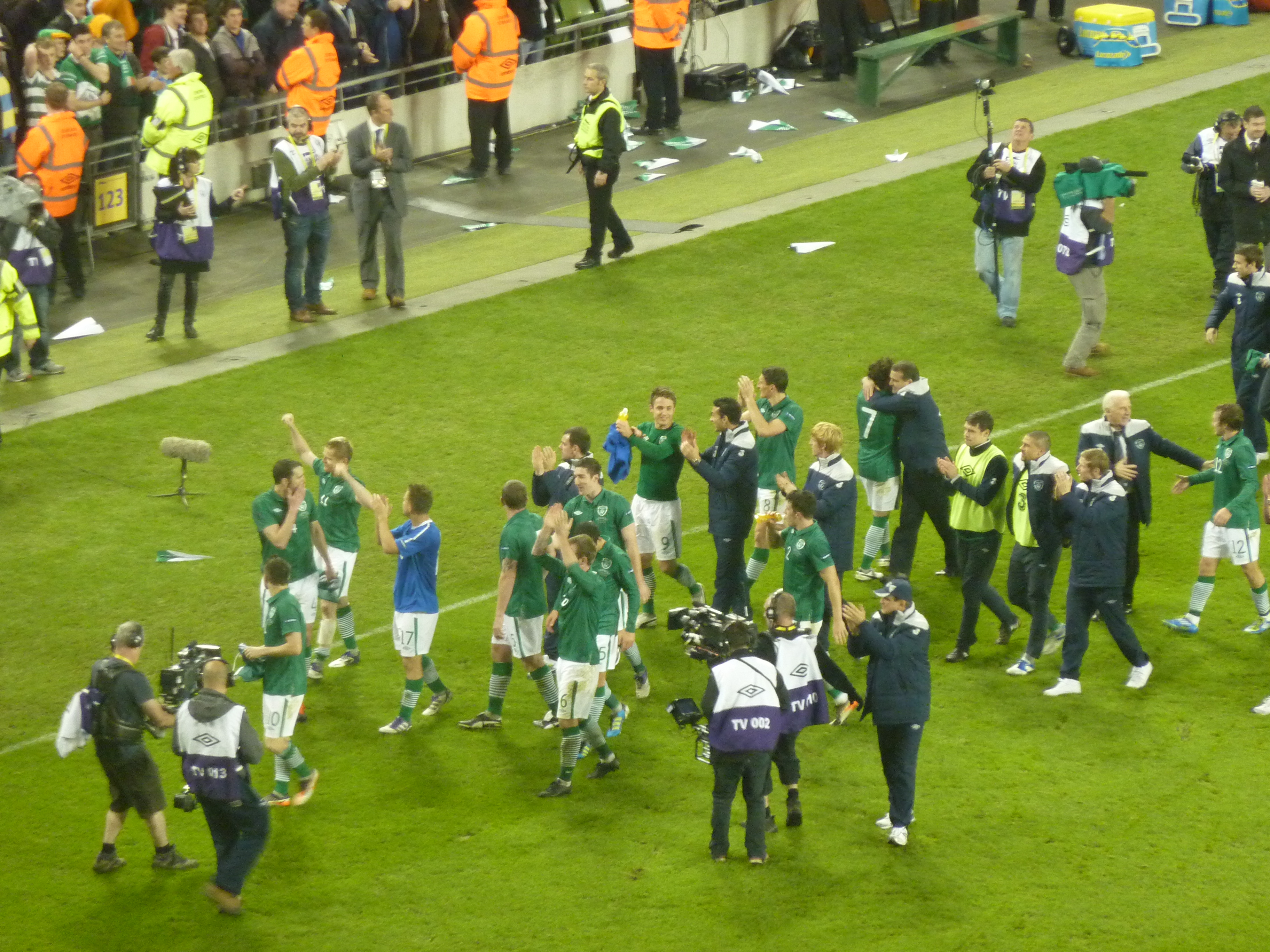
Irlandczycy po meczu barażowym z Estonią

Reprezentacja z najlepszym bilansem spośród drużyn, które w swoich grupach zajęły drugie miejsca awansowała bezpośrednio do turnieju głównego. Reprezentacje grające w grupach sześciozespołowych miały odliczony bilans meczów z najsłabszym przeciwnikiem. Najlepszą drużyną po dokonaniu bilansu okazała się Szwecja, pozostali wicemistrzowie grup o awans musieli zagrać w barażach.
| Grupa | Zespół               | M | W | R | P | G+ | G- | +/- | Pkt | Drużyna z 6 miejsca |
| ----- | -------------------- | - | - | - | - | -- | -- | --- | --- | ------------------- |
| E     | Szwecja              |   | 6 | 0 | 2 | 20 | 11 | +9  | 18  | San Marino          |
| H     | Portugalia           |   | 5 | 1 | 2 | 14 | 7  | +7  | 16  | —                   |
| F     | Chorwacja            |   | 5 | 1 | 2 | 12 | 6  | +6  | 16  | Malta               |
| B     | Irlandia             |   | 4 | 3 | 1 | 10 | 6  | +4  | 15  | Andora              |
| D     | Bośnia i Hercegowina |   | 4 | 2 | 2 | 9  | 8  | +1  | 14  | Luksemburg          |
| I     | Czechy               |   | 4 | 1 | 3 | 12 | 8  | +4  | 13  | —                   |
| C     | Estonia              |   | 4 | 1 | 3 | 13 | 10 | +3  | 13  | Wyspy Owcze         |
| G     | Czarnogóra           |   | 3 | 3 | 2 | 7  | 7  | 0   | 12  | —                   |
| A     | Turcja               |   | 3 | 2 | 3 | 8  | 10 | -2  | 11  | Kazachstan          |

Stan po zakończeniu eliminacji
Losowanie par barażowych odbyło się w Krakowie 13 października 2011 roku o godzinie 13:00. Gościem specjalnym ceremonii był trzykrotny zdobywca Złotej Piłki, prezydent UEFA, Michel Platini. Ceremonia odbyła się po raz pierwszy poza siedzibą UEFA.
W losowaniu reprezentacja Irlandii była zespołem rozstawionym, dzięki czemu mogła trafić na teoretycznie słabszych przeciwników. Drużyną, z którą przyszło się mierzyć Irlandczykom została reprezentacja Estonii.
| 11 listopada 2011 20:45 CET | Estonia | 0:4(0:1)Raport | Irlandia · 13' Andrews · 67' Walters · 71', 88' (k) Keane | A. Le Coq Arena, Tallinn Widzów: 9692 Sędzia: Viktor Kassai |
|                             |         |                |                                                           |                                                             |

| 15 listopada 2011 20:45 CET | Irlandia · Ward 32' | 1:1(1:0)Raport | Estonia · 56' Vassiljev | Aviva Stadium, Dublin Widzów: 51 151 Sędzia: Björn Kuipers |
|                             |                     |                |                         |                                                            |

### Mecze towarzyskie
Przed Mistrzostwami Europy w Piłce Nożnej 2012 reprezentacja Irlandii rozegrała trzy mecze towarzyskie. Dwa w Dublinie: z Czechami 1:1, Bośnią i Hercegowiną 1:0 oraz jeden w Budapeszcie z Węgrami 0:0.
| 29 lutego 2011 | Irlandia · 86' Cox | 1:1(0:0) | Czechy · 50' Baroš | Aviva Stadium, Dublin |
|                |                    |          |                    |                       |

| 26 maja 2011 | Irlandia · 77' Long | 1:0(0:0)Raport | Bośnia i Hercegowina | Aviva Stadium, Dublin |
|              |                     |                |                      |                       |

| 4 czerwca 2011 20:30 CET | Węgry | 0:0(0:0)Raport | Irlandia | Stadion im. Ferenca Puskása, Budapeszt |
|                          |       |                |          |                                        |

## Mistrzostwa

### Kadra
Reprezentacja Irlandii była jedynym zespołem na Mistrzostwach Europy składającym się wyłącznie z zawodników niewystępujących w rodzimej lidze. Na 23 zawodników 21 grało w angielskich klubach, oprócz tego Robbie Keane grał w Stanach Zjednoczonych, a Aiden McGeady w Rosji.
| Nr | Pozycja | Zawodnik         | Data urodzenia       | Mecze | Bramki | Klub                         |
| -- | ------- | ---------------- | -------------------- | ----- | ------ | ---------------------------- |
| 1  | BR      | Shay Given       | 20 kwietnia 1976     | 121   | 0      | Aston Villa F.C.             |
| 2  | OB      | Sean St Ledger   | 28 grudnia 1984      | 26    | 2      | Leicester City F.C.          |
| 3  | PM      | Stephen Ward     | 20 sierpnia 1985     | 11    | 2      | Wolverhampton Wanderers F.C. |
| 4  | OB      | John O’Shea      | 30 kwietnia 1981     | 75    | 1      | Sunderland A.F.C.            |
| 5  | OB      | Richard Dunne    | 21 września 1979     | 72    | 8      | Aston Villa F.C.             |
| 6  | PM      | Glenn Whelan     | 13 stycznia 1984     | 38    | 2      | Stoke City F.C.              |
| 7  | PM      | Aiden McGeady    | 4 kwietnia 1986      | 48    | 2      | Spartak Moskwa               |
| 8  | PM      | Keith Andrews    | 13 września 1980     | 28    | 3      | West Bromwich Albion FC      |
| 9  | NP      | Kevin Doyle      | 18 września 1983     | 47    | 10     | Wolverhampton Wanderers F.C. |
| 10 | NP      | Robbie Keane (k) | 8 lipca 1980         | 111   | 53     | Los Angeles Galaxy           |
| 11 | PM      | Damien Duff      | 2 marca 1979         | 96    | 8      | Fulham F.C.                  |
| 12 | OB      | Stephen Kelly    | 6 września 1983      | 30    | 0      | Fulham F.C.                  |
| 13 | OB      | Paul McShane     | 6 stycznia 1986      | 26    | 0      | Crystal Palace F.C.          |
| 14 | NP      | Jonathan Walters | 20 września 1983     | 6     | 1      | Stoke City F.C.              |
| 15 | PM      | Darron Gibson    | 25 października 1987 | 18    | 1      | Everton F.C.                 |
| 16 | BR      | Keiren Westwood  | 23 października 1984 | 9     | 0      | Sunderland A.F.C.            |
| 17 | PM      | Stephen Hunt     | 1 sierpnia 1981      | 38    | 1      | Wolverhampton Wanderers F.C. |
| 18 | OB      | Darren O’Dea     | 4 lutego 1987        | 14    | 0      | Leeds United A.F.C.          |
| 19 | NP      | Shane Long       | 22 stycznia 1987     | 25    | 7      | West Bromwich Albion F.C.    |
| 20 | NP      | Simon Cox        | 28 kwietnia 1987     | 11    | 3      | West Bromwich Albion F.C.    |
| 21 | PM      | Paul Green       | 10 kwietnia 1983     | 10    | 1      | Derby County F.C.            |
| 22 | PM      | James McClean    | 22 kwietnia 1989     | 2     | 0      | Sunderland A.F.C.            |
| 23 | BR      | David Forde      | 20 grudnia 1979      | 2     | 0      | Millwall F.C.                |

### Mecz Irlandia – Chorwacja
Mecz Irlandia – Chorwacja był pierwszym meczem Irlandczyków na Mistrzostwach Europy od 1988. Przed meczem prasa w Irlandii przypominała tamten turniej, w którym to Irlandczycy w pierwszym meczu wygrali z reprezentacją Anglii. Emmet Malone z irlandzkiego Timesa stwierdził, że obecna grupa jest podobna do tej sprzed 24 lat (Irlandia rywalizowała wówczas z Anglią, ZSRR i Holandią). Dziennikarze irlandzcy cytowani przez UFEA, typowali remis. Przed meczem trener reprezentacji Irlandii powiedział.

Nie ma wątpliwości jak ważny jest jutrzejszy mecz otwarcia przeciwko Chorwacji. Pierwszy mecz ma kluczowe znaczenie. Niekiedy przygotowanie nie jest najlepsze. Są kluby, które grały do końca maja. Wówczas prawie nie ma czasu na regeneracje. Po drugie ważny jest entuzjazm i wiara w zwycięstwo. Jeśli wygrasz pierwszy mecz to dostajesz entuzjazm i motywacje.

Spotkanie Irlandia – Chorwacja odbyło się o 20:45 na Stadionie Miejskim w Poznaniu. O 18:00 na PGE Arenie w Gdańsku odbyło się drugie spotkanie tej grupy, w którym Hiszpania zremisowała 1:1 z Włochami. Temperatura powietrza na początku spotkania wynosiła 16 °C, dodatkowo padał deszcz.
| Irlandia           | 1:3 (1:2) | Chorwacja                                    |
| Sean St Ledger 19' | Raport    | 3', 48' Mario Mandžukić · 43' Nikica Jelavić |

| Irlandia | Chorwacja |

| Irlandia:           |    |                  |       |     |     |
|                     |    |                  |       |     |     |
| BR                  | 1  | Shay Given       |       |     |     |
| OB                  | 2  | Sean St Ledger   |       |     | 19' |
| OB                  | 3  | Stephen Ward     |       |     |     |
| OB                  | 4  | John O’Shea      |       |     |     |
| OB                  | 5  | Richard Dunne    |       |     |     |
| PO                  | 6  | Glenn Whelan     |       |     |     |
| PO                  | 7  | Aiden McGeady    |       | 54' |     |
| PO                  | 8  | Keith Andrews    | 45+1' |     |     |
| NA                  | 9  | Kevin Doyle      |       | 53' |     |
| NA                  | 10 | Robbie Keane (k) |       |     |     |
| PO                  | 11 | Damien Duff      |       |     |     |
| Zmiany:             |    |                  |       |     |     |
| NA                  | 14 | Jonathan Walters |       | 53' |     |
| NA                  | 20 | Simon Cox        |       | 54' |     |
|                     |    |                  |       |     |     |
| Trener:             |    |                  |       |     |     |
| Giovanni Trapattoni |    |                  |       |     |     |

| Chorwacja:   |    |                     |     |       |         |
|              |    |                     |     |       |         |
| BR           | 1  | Stipe Pletikosa     |     |       |         |
| OB           | 2  | Ivan Strinić        |     |       |         |
| OB           | 5  | Vedran Ćorluka      |     |       |         |
| PO           | 7  | Ivan Rakitić        |     | 90+2' |         |
| PO           | 8  | Ognjen Vukojević    |     |       |         |
| NA           | 9  | Nikica Jelavić      |     | 72'   | 43'     |
| PO           | 10 | Luka Modrić         | 53' |       |         |
| PO           | 11 | Darijo Srna (k)     |     |       |         |
| OB           | 13 | Gordon Schildenfeld |     |       |         |
| NA           | 17 | Mario Mandžukić     |     |       | 3', 48' |
| PO           | 20 | Ivan Perišić        |     | 89'   |         |
| Zmiany:      |    |                     |     |       |         |
| PO           | 16 | Tomislav Dujmović   |     | 90+2' |         |
| PO           | 19 | Niko Kranjčar       | 84' | 72'   |         |
| NA           | 22 | Eduardo da Silva    |     | 89'   |         |
| Trener:      |    |                     |     |       |         |
| Slaven Bilić |    |                     |     |       |         |

Zawodnik meczu:  Mario Mandžukić
- Sędzia główny: Björn Kuipers (Holandia)
- Asystenci:
  - Sander van Roekel (Holandia)
  - Erwin Zeinstra (Holandia)
- Techniczny:
  - Wiktor Szwecow (Ukraina)
- Bramkowi:
  - Pol van Boekel (Holandia)
  - Richard Liesveld (Holandia)

| Irlandia | Statystyki       | Chorwacja |
| 13       | STRZAŁY          | 14        |
| 5        | STRZAŁY CELNE    | 8         |
| 12       | FAULE            | 18        |
| 1        | RZUTY ROŻNE      | 7         |
| 0        | RZUTY KARNE      | 0         |
| 0        | GOLE SAMOBÓJCZE  | 0         |
| 2        | SPALONE          | 1         |
| 1        | ŻÓŁTE KARTKI     | 2         |
| 0        | CZERWONE KARTKI  | 0         |
| 45%      | POSIADANIE PIŁKI | 55%       |

### Mecz Hiszpania – Irlandia
Drugi mecz Irlandczyków odbył się na stadionie w Gdańsku. Przed tym meczem odbyło się drugie spotkanie w grupie. Włochy zremisowały z Chorwacją 1:1. Spowodowało to, że przed tym meczem Irlandia aby nie stracić szansy na awans musiała co najmniej zremisować z Mistrzami Świata. W przeciwnym razie Hiszpanie i Chorwaci będą mieli po 4 punkty.
Irlandzka prasa podkreślała trudną sytuację w jakiej znalazła się drużyna irlandzka. Przed meczem selekcjoner Irlandii powiedział.

Myślę, że psychologicznie jesteśmy w stanie przezwyciężyć skutki meczu z Chorwacją. Wczoraj w treningu widziałem taki sam entuzjazm jak przed tamtym meczem [...] Sądzę, że możemy wygrać, czemu nie? [...] Trener wie więcej o zespole. Dziennikarze nie żyją z piłkarzami, nie znają ich tak dobrze. Trener ma wiedzę psychologiczną. Nie tworzy cudów, robią to piłkarze.

Kapitan reprezentacji Irlandii Robbie Keane dodał

Nie jesteśmy głupi, wiemy jak będzie ciężko. Ale nie pogrzebaliśmy jeszcze szans, idę na mecz z zamiarem pokonania rywala. Graliśmy już z największymi zespołami na świecie, Francją i Włochami na przykład, i osiągnęliśmy dobre rezultaty, wiemy więc do czego jesteśmy zdolni.

W pierwszym składzie nastąpiła jedna zmiana. W miejsce Kevina Doyle’a zagrał Simon Cox.
| Hiszpania                                                     | 4:0 (1:0) | Irlandia |
| Fernando Torres 4', 70' · David Silva 49' · Cesc Fàbregas 83' | Raport    |          |

| Hiszpania | Irlandia |

| Hiszpania:         |    |                 |     |     |         |
|                    |    |                 |     |     |         |
| BR                 | 1  | Iker Casillas   | (k) |     |         |
| OB                 | 3  | Gerard Piqué    |     |     |         |
| PO                 | 6  | Andrés Iniesta  |     | 80' |         |
| PO                 | 8  | Xavi            |     |     |         |
| NA                 | 9  | Fernando Torres |     | 74' | 4', 70' |
| PO                 | 14 | Xabi Alonso     | 54' | 65' |         |
| OB                 | 15 | Sergio Ramos    |     |     |         |
| PO                 | 16 | Sergio Busquets |     |     |         |
| OB                 | 17 | Álvaro Arbeloa  |     |     |         |
| OB                 | 18 | Jordi Alba      |     |     |         |
| PO                 | 21 | David Silva     |     |     | 49'     |
| Zmiany:            |    |                 |     |     |         |
| OB                 | 4  | Javi Martínez   | 76' | 65' |         |
| PO                 | 10 | Cesc Fàbregas   |     | 74' | 83'     |
| PO                 | 20 | Santi Cazorla   |     | 80' |         |
| Trener:            |    |                 |     |     |         |
| Vicente del Bosque |    |                 |     |     |         |

| Irlandia:           |    |                  |     |     |
|                     |    |                  |     |     |
| BR                  | 1  | Shay Given       |     |     |
| OB                  | 2  | Sean St Ledger   | 84' |     |
| OB                  | 3  | Stephen Ward     |     |     |
| OB                  | 4  | John O’Shea      |     |     |
| OB                  | 5  | Richard Dunne    |     |     |
| PO                  | 6  | Glenn Whelan     | 45' | 80' |
| PO                  | 7  | Aiden McGeady    |     |     |
| PO                  | 8  | Keith Andrews    |     |     |
| NA                  | 10 | Robbie Keane (k) | 36' |     |
| PO                  | 11 | Damien Duff      |     | 76' |
| NA                  | 20 | Simon Cox        |     | 46' |
| Zmiany:             |    |                  |     |     |
| NA                  | 14 | Jonathan Walters |     | 46' |
| PO                  | 22 | James McClean    |     | 76' |
| PO                  | 21 | Paul Green       |     | 80' |
| Trener:             |    |                  |     |     |
| Giovanni Trapattoni |    |                  |     |     |

Zawodnik meczu:  Fernando Torres
- Sędzia główny: Pedro Proença (Portugalia)
- Asystenci:
  - Bertino Miranda (Portugalia)
  - Ricardo Santos (Portugalia)
- Techniczny:
  - Marcin Borski (Polska)
- Bramkowi:
  - Jorge Sousa (Portugalia)
  - Duarte Gomes (Portugalia)

| Hiszpania | Statystyki       | Irlandia |
| 26        | STRZAŁY          | 6        |
| 20        | STRZAŁY CELNE    | 4        |
| 9         | FAULE            | 16       |
| 8         | RZUTY ROŻNE      | 2        |
| 0         | RZUTY KARNE      | 0        |
| 0         | GOLE SAMOBÓJCZE  | 0        |
| 6         | SPALONE          | 1        |
| 2         | ŻÓŁTE KARTKI     | 3        |
| 0         | CZERWONE KARTKI  | 0        |
| 66%       | POSIADANIE PIŁKI | 34%      |

Mecz zakończył się zwycięstwem Hiszpanów. Spowodowało to odpadnięcie reprezentacji Irlandii. Irlandia została pierwszą drużyną, która odpadła z Mistrzostw Europy w Piłce Nożnej 2012.
Mecz według badań telemetrycznych irlandzkiej telewizji obejrzało 1,32 mln widzów co jest rekordem oglądalności w Irlandii od Mistrzostw Świata w Piłce Nożnej 1994.
Po meczu selekcjoner Irlandii powiedział

Podobnie jak w meczu przeciw Chorwacji straciliśmy bardzo szybko gola, który spowodował, że trzeba było porzucić przedmeczowe plany. Wiedzieliśmy, że zadanie jest bardzo trudne, ale chcieliśmy zdominować środek pola i wspomagać wysuniętego Robbie Keana. Bramka dla przeciwnika spowodowała, że taka gra była bardzo trudna. Błędy, które popełniliśmy przyszył jak cios. Nie widzimy tego typu błędów na treningu.
To co wydarzało się w meczu przeciwko Chorwacji stało się ponownie. Hiszpania pokazała klasę, o której wiedzieliśmy. Oni praktycznie się nie męczyli, byli jak orkiestra. Przyjechaliśmy na turniej czując się pewnie, jednak drużyna irlandzka zawiodła. Nasi kibice zasługują na duży szacunek. Oni klaskali i cieszyli się z nami nawet wtedy, gdy byliśmy w tyle. Smutno mi z powodu gry reprezentacji. W następnym meczu z Włochami musimy odzyskać pewność siebie, staramy się odejść z podniesionymi głowami.

### Mecz Włochy – Irlandia
Przed meczem Irlandczycy nie mieli szans na awans. Włosi natomiast awansowaliby w przypadku zwycięstwa w meczu z Irlandią oraz braku remisu wyższego niż 1:1 (tj. 2:2, 3:3 itd.) w meczu Hiszpania – Chorwacja. Piłkarze reprezentacji Irlandii wystąpili w ostatniej kolejce z czarnymi opaskami na rękawach koszulek, aby uczcić pamięć sześciu ofiar strzelaniny (pięć osób zostało rannych), do której doszło w 1994 roku podczas transmisji telewizyjnej spotkania tych drużyn w mistrzostwach świata w USA. Piłkarze traktowali ostatnie spotkanie z Włochami niezwykle prestiżowo i honorowo. Trener na konferencji przedmeczowej powiedział:

Z Włochami zagramy o honor drużyny i narodu irlandzkiego. Wiemy, że kibice cały czas nas wspierają. Mamy więc obowiązek dołożenia wszelkich starań, by osiągnąć dobry wynik. Szacunek dla kibiców i obywateli naszego kraju tego wymaga. Zależy mi również, żeby zostawić po sobie dobre wrażenie

Mecz Włochy – Irlandia był dla Damiena Duffa setnym meczem w reprezentacji Irlandii, z tego powodu to właśnie on wystąpił w tym meczu w roli kapitana. Przed spotkaniem nowy kapitan skromnie skomentował decyzję trenera:

Nie jest dla mnie to dla jakaś wielka rzecz. Ja po prostu chcę jak najlepiej przygotować się do meczu, wyjść na boisko i wygrać

| Włochy | 2:0    | Irlandia |
|        | Raport |          |

| Włochy | Irlandia |

| Włochy:          |    |                       |     |         |     |
|                  |    |                       |     |         |     |
| BR               | 1  | Gianluigi Buffon (k)  |     |         |     |
| OB               | 3  | Giorgio Chiellini     |     | 57'     |     |
| PO               | 5  | Thiago Motta          |     |         |     |
| OB               | 6  | Federico Balzaretti   | 28' |         |     |
| OB               | 7  | Ignazio Abate         |     |         |     |
| PO               | 8  | Claudio Marchisio     |     |         |     |
| NA               | 10 | Antonio Cassano       |     | 63'     | 35' |
| NA               | 11 | Antonio Di Natale 74' |     |         |     |
| OB               | 15 | Andrea Barzagli       |     |         |     |
| PO               | 16 | Daniele De Rossi      |     |         |     |
| PO               | 21 | Andrea Pirlo          |     |         |     |
| Zmiany:          |    |                       |     |         |     |
| OB               | 19 | Leonardo Bonucci      |     | 57'     |     |
| PO               | 22 | Alessandro Diamanti   |     | 63'     |     |
| NA               | 9  | Mario Balotelli       |     | 74' 90' |     |
| Trener:          |    |                       |     |         |     |
| Cesare Prandelli |    |                       |     |         |     |

| Irlandia:           |    |                    |          |     |  |
|                     |    |                    |          |     |  |
| BR                  | 1  | Shay Given         |          |     |  |
| OB                  | 2  | Sean St Ledger 84' |          |     |  |
| OB                  | 3  | Stephen Ward       |          |     |  |
| OB                  | 4  | John O’Shea        | 39'      |     |  |
| OB                  | 5  | Richard Dunne      |          |     |  |
| PO                  | 6  | Glenn Whelan       |          |     |  |
| PO                  | 7  | Aiden McGeady      |          | 76' |  |
| PO                  | 8  | Keith Andrews      | 37', 89' |     |  |
| NA                  | 9  | Kevin Doyle        | 65'      |     |  |
| NA                  | 10 | Robbie Keane       |          |     |  |
| PO                  | 11 | Damien Duff (k)    |          |     |  |
| Zmiany:             |    |                    |          |     |  |
| NA                  | 19 | Shane Long         |          | 65' |  |
| NA                  | 14 | Jonathan Walters   |          | 76' |  |
|                     |    |                    |          |     |  |
| Trener:             |    |                    |          |     |  |
| Giovanni Trapattoni |    |                    |          |     |  |

Zawodnik meczu: Antonio Cassano
- Sędzia główny: Cüneyt Çakır (Turcja)
- Asystenci:
  - Bahattin Duran (Turcja)
  - Tarik Ongun (Turcja)
- Techniczny:
  - Wiktor Szwecow (Ukraina)
- Bramkowi:
  - Hüseyin Göçek (Turcja)
  - Bülent Yıldırım (Turcja)

| Włochy | Statystyki       | Irlandia |
| 27     | STRZAŁY          | 6        |
| 17     | STRZAŁY CELNE    | 2        |
| 15     | FAULE            | 23       |
| 12     | RZUTY ROŻNE      | 5        |
| 0      | RZUTY KARNE      | 0        |
| 0      | GOLE SAMOBÓJCZE  | 0        |
| 3      | SPALONE          | 7        |
| 3      | ŻÓŁTE KARTKI     | 4        |
| 0      | CZERWONE KARTKI  | 1        |
| 60%    | POSIADANIE PIŁKI | 40%      |

Spotkanie ostatniej kolejki grupy C wygrali Włosi, tym samym reprezentacja Irlandii nie zdobyła na Mistrzostwach Europy 2012 ani jednego punktu, przegrywając wszystkie 3 spotkania w swojej grupie.
| Zespół    | Pkt | M | W | R | P | Br+ | Br- | +/- |
| --------- | --- | - | - | - | - | --- | --- | --- |
| Hiszpania | 7   | 3 | 2 | 1 | 0 | 6   | 1   | +5  |
| Włochy    | 5   | 3 | 1 | 2 | 0 | 4   | 2   | +2  |
| Chorwacja | 4   | 3 | 1 | 1 | 1 | 4   | 3   | +1  |
| Irlandia  | 0   | 3 | 0 | 0 | 3 | 1   | 9   | -8  |

## Kibice reprezentacji Irlandii na Euro 2012
Kibice piłkarskiej reprezentacji Irlandii byli jedną z najliczniejszych grup kibicowskich, które przyjechały do Polski, szacuje się, iż mecz ich reprezentacji z reprezentacją Chorwacji na stadionie obejrzało około 14 tys. irlandzkich kibiców, z kolei inne źródła mówią nawet o 24 tys. kibiców. Media zwróciły uwagę na zachowanie kibiców Irlandii po porażce z reprezentacją Hiszpanii 4:0, kiedy to kibice nie przestawali śpiewać i dopingować swoją drużynę, po ostatnim gwizdku fani podziękowali swoim piłkarzom za walkę. Kibice „The Boys in Green” zostali zauważeni również w gdańskiej Strefie Kibica, gdzie po zakończeniu meczu bawili się razem z fanami reprezentacji Hiszpanii. Irlandzka Federacja Piłkarska doceniła postawę swoich fanów dziękując im na swojej oficjalnej stronie. Fanom reprezentacji Irlandii podziękował również przewodniczący tamtejszego związku piłki nożnej John Delaney.